# Chronologie de l'invasion de l'Ukraine par la Russie (juillet 2022)
Pour un article plus général, voir Invasion de l'Ukraine par la Russie.
Cet article fait partie de la chronologie de l'invasion de l'Ukraine par la Russie et présente une chronologie des évènements clés de ce conflit durant le mois de juillet 2022.
Pour les événements précédents, voir Chronologie de l'invasion de l'Ukraine par la Russie (juin 2022).
Pour les événements suivants, voir Chronologie de l'invasion de l'Ukraine par la Russie (août 2022).

Carte animée de l'invasion du 7 avril au 5 septembre (voir la carte détaillée par ville sur Wikipédia en anglais).

## Chronologie des évènements

### 1erjuillet
L'armée russe a tiré trois missiles sur la localité de Serhiïvka dans l'oblast d'Odessa, détruisant un immeuble résidentiel et un centre de loisirs. Au moins 21 personnes ont été tuées.
Des avions Su-30 de l'armée de l'air russe ont mené à deux reprises des frappes avec des bombes au phosphore sur l'île des Serpents.

Frappes de missiles de Serhiivka
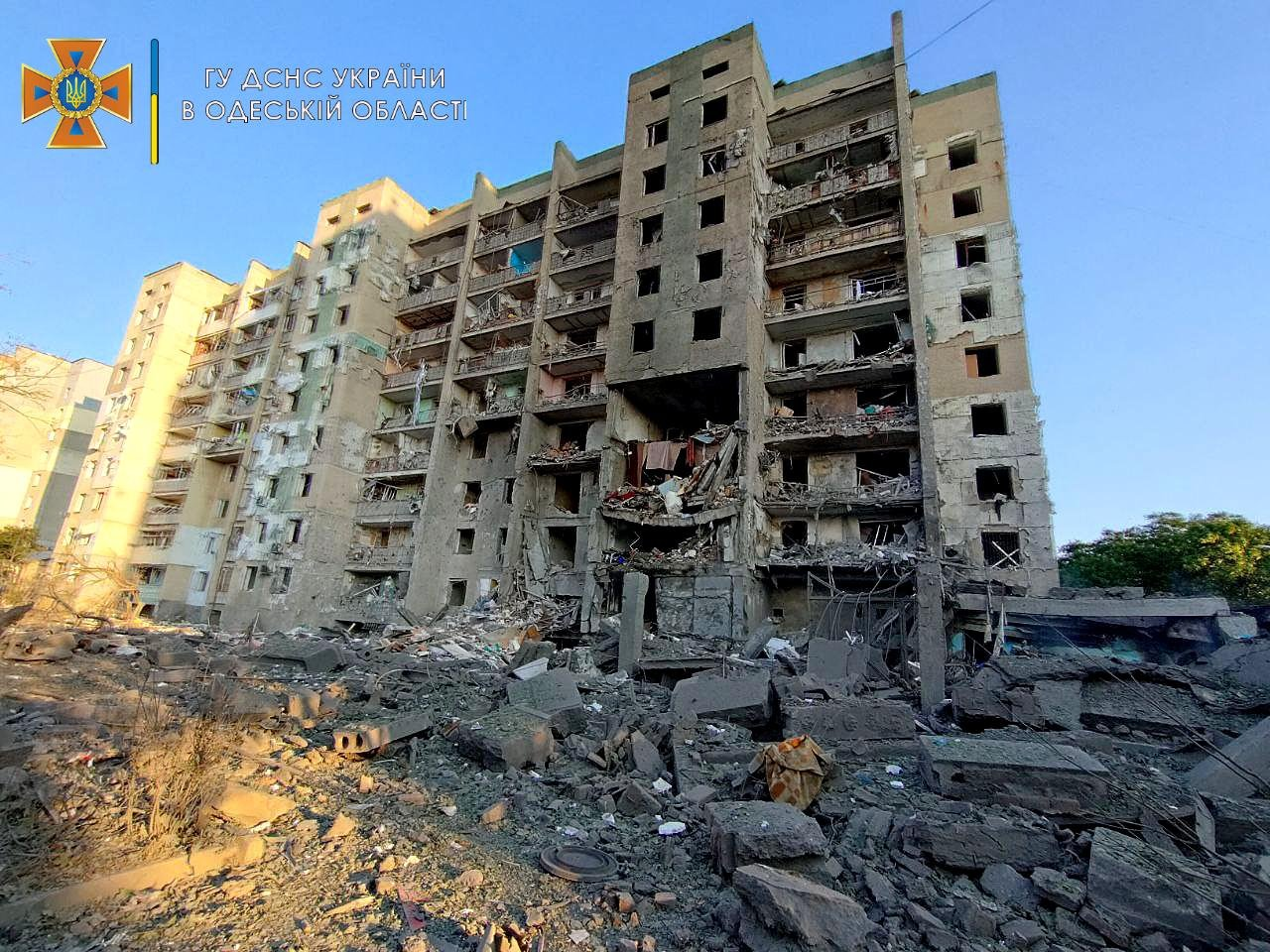

### 2 juillet
Les forces russes annoncent leur entrée dans Lyssytchansk,  oblast de Louhansk, et mènent des opérations offensives au sud-ouest de la ville. Elles seront susceptibles de pousser vers l'ouest en direction de Siversk et d'achever la capture de l'intégralité de l'oblast de Louhansk.
Les forces russes poursuivent des assauts terrestres infructueux au nord de Sloviansk et mènent des attaques limitées au sud-ouest de la ville de Donetsk mais aucun gain de territoire n'est confirmé.
Les troupes ukrainiennes envisagent probablement de menacer les lignes de communication terrestres russes dans tout l'oblast de Kharkiv en utilisant des armes fournies par l'Occident. Les contre-attaques ukrainiennes et l'activité partisane continuent de forcer les troupes russes à donner la priorité aux opérations défensives le long de l'axe sud.

### 3 juillet
À Belgorod, en Russie, trois personnes ont été tuées par des bombardements ukrainiens selon le gouverneur local Viatcheslav Gladkov, qui a également déclaré que 11 immeubles d'habitation et 39 résidences privées ont été détruites.
Le Président Zelensky reconnait la perte de l'oblast de Louhansk : « Si les commandants de notre armée retirent des soldats de certains points du front, où l'ennemi a le plus grand avantage en puissance de feu, et cela s'applique également à Lyssytchansk, cela ne signifie qu'une chose. Nous reviendrons grâce à notre tactique, grâce à l'augmentation de l'offre d'armes modernes ». L'armée ukrainienne déclare dans un communiqué, à propos du retrait de Lyssytchansk : « La poursuite de la défense de la ville entraînerait des conséquences fatales. Afin de préserver la vie des défenseurs ukrainiens, il a été décidé de se replier ». Sergueï Choïgou, le ministre russe de la Défense, informe le président russe Poutine que tout l'oblast de Louhansk a été « libéré ».

### 4 juillet
Les forces russes consolident le contrôle territorial et administratif sur Severodonetsk et Lyssytchansk. Elles poursuivent leurs opérations offensives à l'est de Bakhmout pour se préparer aux avancées sur Bakhmout et Siversk et mènent des assauts limités et infructueux au nord de la ville de Kharkiv.
L'activité partisane ukrainienne vise les lignes ferroviaires russes autour de Melitopol et Tokmak.

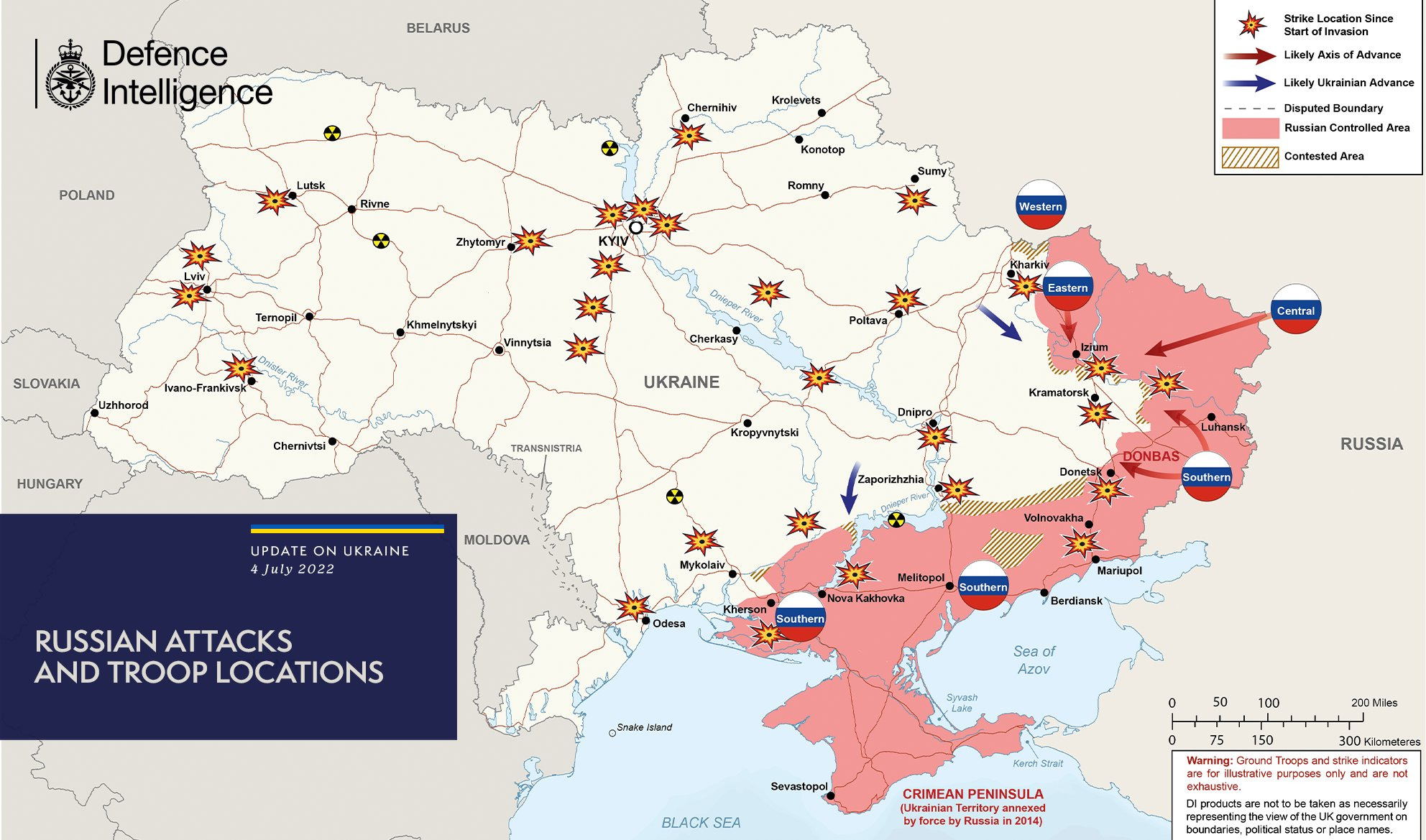
Situation du 4 au 7 juillet 2022

### 5 juillet
Les forces russes poursuivent leurs opérations offensives au nord-ouest et à l'est de Sloviansk et tentent d'avancer à l'ouest de la région de Lyssytchansk vers Siversk, oblast de Donetsk.
Les Russes tentent probablement d'accéder aux routes du village au sud-est de Bakhmout afin d'avancer sur la ville depuis le sud. Les forces ukrainiennes ont mené une contre-attaque limitée au sud-ouest de la ville de Donetsk.

### 6 juillet
Le ministère russe de la Défense ne revendique aucun gain territorial depuis le 3 juillet, soutenant l'évaluation selon laquelle les forces russes mènent une pause opérationnelle tout en continuant à s'engager dans des attaques au sol limitées pour créer les conditions d'opérations offensives plus importantes.

### 7 juillet
Le ministère russe de la Défense confirme la pause opérationnelle des troupes russes afin de se reposer et se reconstituer. Elles poursuivent cependant leurs efforts pour avancer vers Sloviansk depuis le sud-est d'Izioum.
Les forces russes ont fait des gains marginaux au sud-est de Siversk et poursuivent leurs opérations offensives (limitées) à l'ouest de la région de Lyssytchansk ainsi qu'au sud et à l'est de Bakhmout. Elles ont mené une attaque infructueuse au nord de la ville de Kharkiv.
Les oblasts russes continuent de créer leurs propres unités de volontaires ad hoc pour compenser les pertes de personnel en Ukraine.
Des éléments du 73e centre naval d'opérations spéciales, reprend possession de l'île des Serpents évacuée le 30 juin par les troupes russes.

### 8 juillet
Les forces russes ont lancé des assauts sur Dementiivka pour perturber les lignes de communication terrestres ukrainiennes le long de l'autoroute T2117. Elles ont en outre continué à lancer des assauts contre les colonies le long de la frontière de l'oblast de Kherson-Mykolaïv et de Kherson-Dnipropetrovsk pour regagner les positions perdues.

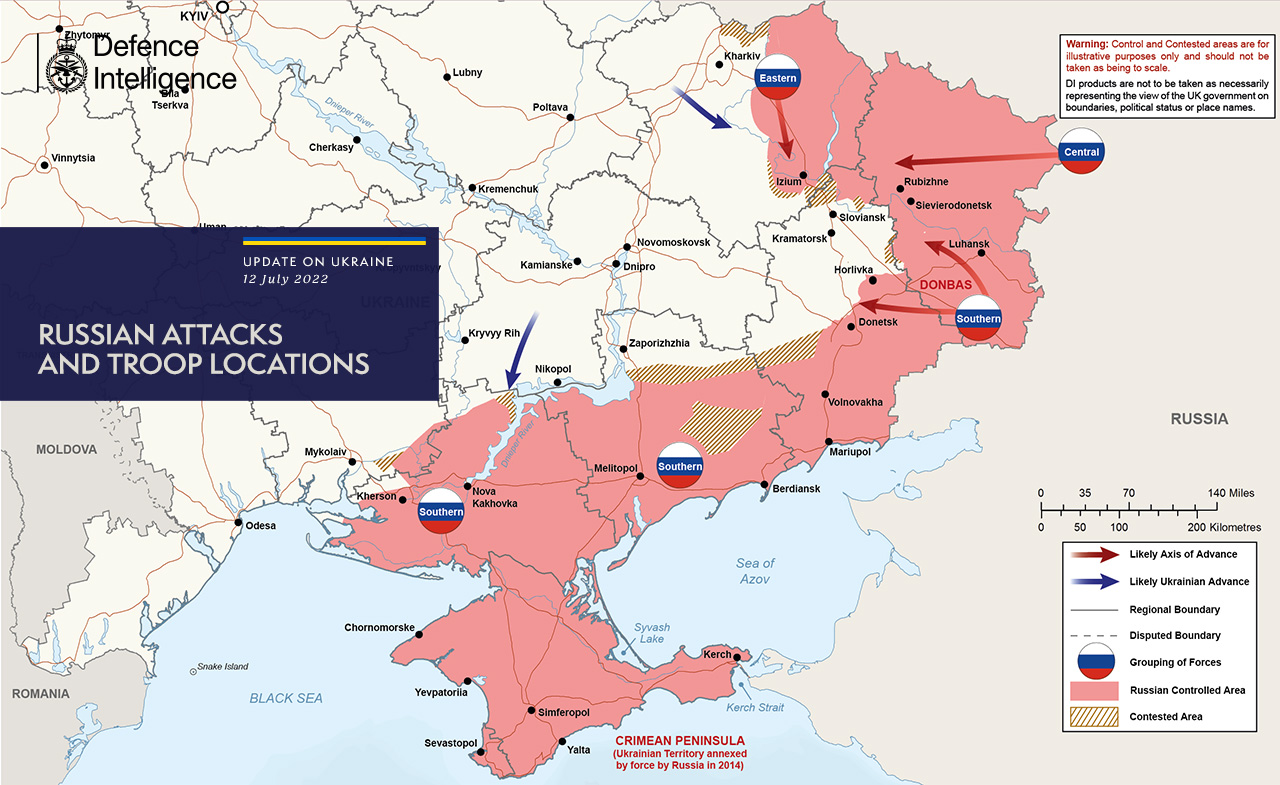
Situation du 8 au 12 juillet 2022

### 9 juillet
Des roquettes tirées par les forces russes ont frappé un immeuble à Tchassiv Iar, tuant au moins 48 personnes.

### 10 juillet
Les forces russes procèdent à une pause opérationnelle sur l'ensemble du théâtre ukrainien et s'engagent dans des opérations visant à définir les conditions de futures offensives.

### 11 juillet
Oleh Kotenko, l'ombudsman ukrainien, affirme que sept mille deux cents membres du personnel ukrainien (qui comprend la Garde nationale, les gardes-frontières et le service de sécurité) ont disparu depuis le début de la guerre, révisant une affirmation précédente de deux mille disparus. L'Ukraine prévoit également de disposer d'une armée d'un million d'hommes, mais les experts considèrent qu'il s'agit plus d'un « cri de ralliement » que d'un véritable plan militaire viable.
Le chef nommé par la Russie de la localité de Velykyï Bourlouk, Ievgueni Iounakov, a été tué par une voiture piégée selon l'agence TASS.

### 12 juillet
Le Kremlin se procurerait des drones iraniens susceptibles d'améliorer la reconnaissance aérienne russe et la précision des tirs indirects en Ukraine.
Les forces russes ont probablement mené une attaque sous fausse bannière contre la centrale nucléaire de Zaporijjia dans l'oblast de Zaporijjia occupé.
Le porte-parole ukrainien de la région d'Odessa affirme avoir tué le chef d'état-major du 22e corps d'armée, le général de division Artyom Nasbouline, lors d'une frappe près de Kherson par une roquette HIMARS. L'Ukraine revendique également la mort de quelque cinq colonels dans la même frappe. Les forces russes confirment la frappe mais nient la mort des officiers revendiquée par l'Ukraine. D'après elles, la roquette ukrainienne a touché un entrepôt contenant des produits chimiques provoquant une explosion en chaîne,.
Les forces ukrainiennes continuent à frapper les dépôts de munitions russes sur le front du sud.

### 13 juillet
La Corée du Nord reconnaît l'indépendance de la république populaire de Donetsk et de la république populaire de Louhansk.
Le ministère de l'Intérieur de la RPL rapporte que leurs troupes et les troupes russes sont entrées à Siversk, oblast de Donetsk.

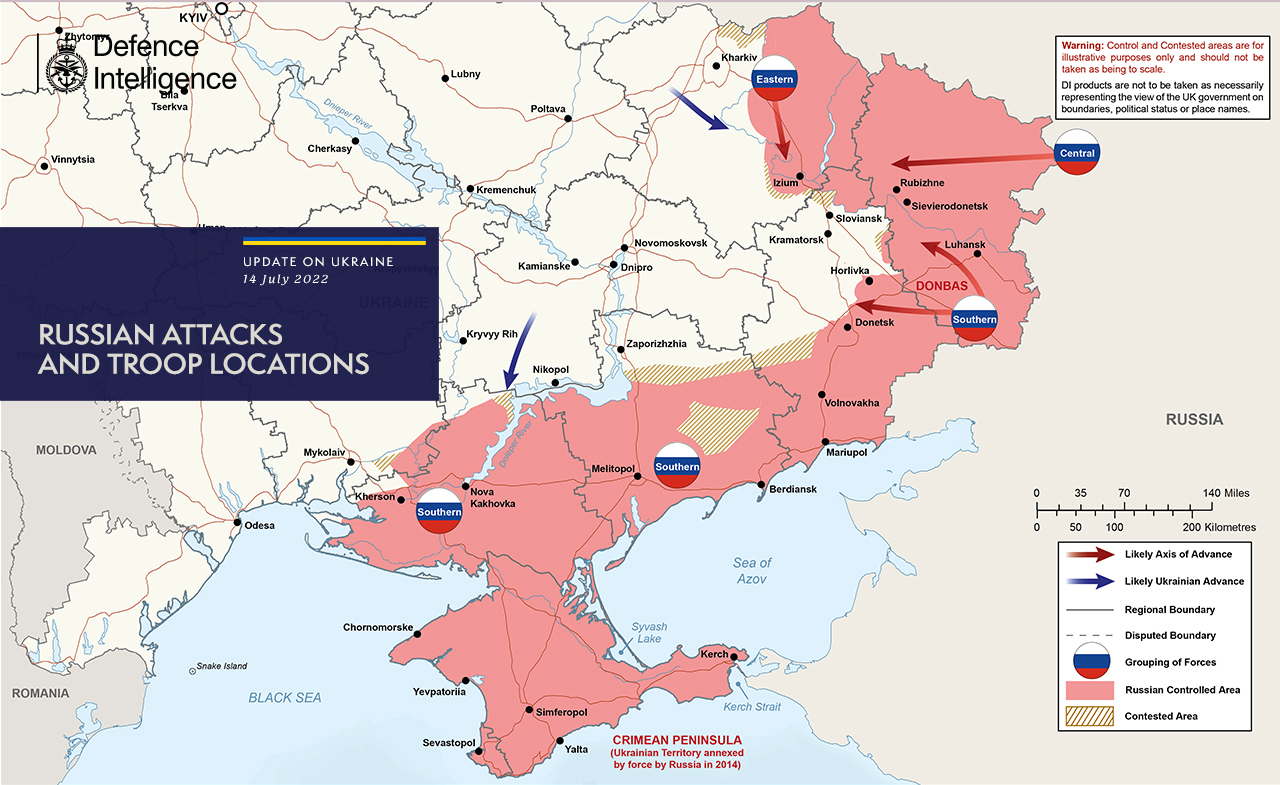
Situation du 13 au 17 juillet 2022

### 14 juillet

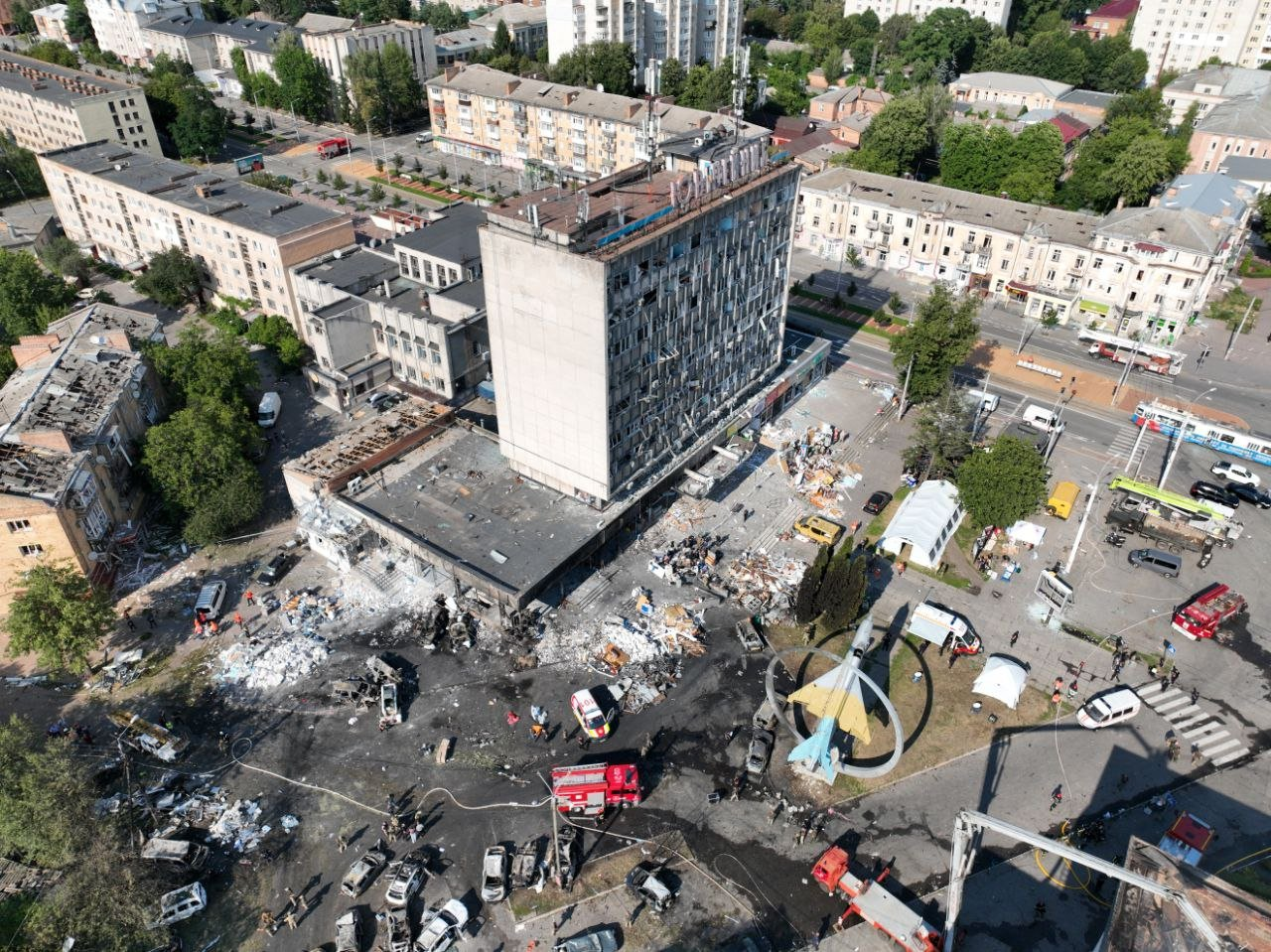
Frappe du 14 juillet à Vinnytsia.

Une frappe de missile à Vinnytsia tue au moins 22 personnes.
La Russie a lancé une « mobilisation des volontaires ». 85 zones fédérales de Russie, dont « la Crimée et Sébastopol », devraient lever 400 hommes par région d'ici la fin du mois. Ceux qui signent un contrat de six mois touchent « 3 750 à 6 000 dollars américains par mois »,. Certaines régions offrent une prime de 3 400 dollars EU. Le groupe Wagner a également commencé à recruter des prisonniers.
Le chef tchétchène Ramzan Kadyrov affirme que l'un des quatre nouveaux bataillons qu'il avait formés s'était déployé en Ukraine.

### 15 juillet
Les forces russes sortent probablement de leur pause opérationnelle, lançant des assauts terrestres au nord de Sloviansk, au sud-est de Siversk, autour de Bakhmout et au sud-ouest de la ville de Donetsk. Elles continuent à défendre les positions occupées dans la direction de la ville de Kharkiv pour empêcher les forces ukrainiennes d'avancer vers la frontière russe dans l'oblast de Kharkiv.
Les forces russes poursuivent leurs attaques systématiques contre les infrastructures civiles ciblant les infrastructures résidentielles, notamment les installations de loisirs et les établissements d'enseignement dans la ville de Mykolaïv le 15 juillet.
Les responsables de l'oblast de Tcheliabinsk ont annoncé l'achèvement d'un bataillon de volontaires.

### 16 juillet
Lors d'une inspection des troupes à un poste de commandement dans le Donbass, le ministre russe de la Défense, Sergueï Choïgou, a ordonné aux troupes d'intensifier leurs opérations « dans toutes les directions opérationnelles » en Ukraine, suggérant que l'armée russe met probablement fin aux rapports de « pause opérationnelle » le long des lignes de front.
Mikhaïl Mizintsev, chef du centre de contrôle de la défense nationale russe, a déclaré lors d'un briefing qu'au cours des dernières 24 heures, « 28 424 personnes ont été évacuées, dont 5 148 enfants », du Donbass et d'autres parties de l'Ukraine vers la Russie. Au total depuis le 24 février, « 2 612 747 personnes ont été évacuées, dont 412 553 enfants », vers la Russie. Les autorités ukrainiennes n'ont pas été impliquées dans ces évacuations, et les responsables américains et ukrainiens les considèrent comme des expulsions forcées.

### 17 juillet
Selon le chef d'état-major de la défense britannique, l'amiral Tony Radakin (en), l'armée russe a perdu cinquante mille soldats tués ou blessés, ainsi que près de mille sept cents chars et près de quatre mille véhicules de combat, soit une perte de plus de 30 % des forces terrestres russes.

### 18 juillet
Les forces russes ont renforcé leur position dans le sud de l'Ukraine. L'armée ukrainienne affirme que les forces russes essayaient désormais de se cacher « derrière la population civile ».
L'Ukraine affirme avoir repoussé de multiples attaques des forces russes dans la région de Donetsk. Deux citoyens américains, un canadien et un suédois, membres d'une unité internationale de forces spéciales, meurent luttant contre l'armée russe à Hryhorivka (uk), près de Bakhmout.
Selon le ministère de la Défense britannique, les forces russes sont confrontées à « un dilemme entre le déploiement de réserves dans le Donbass ou la défense contre les contre-attaques ukrainiennes dans le secteur sud-ouest de Kherson ».

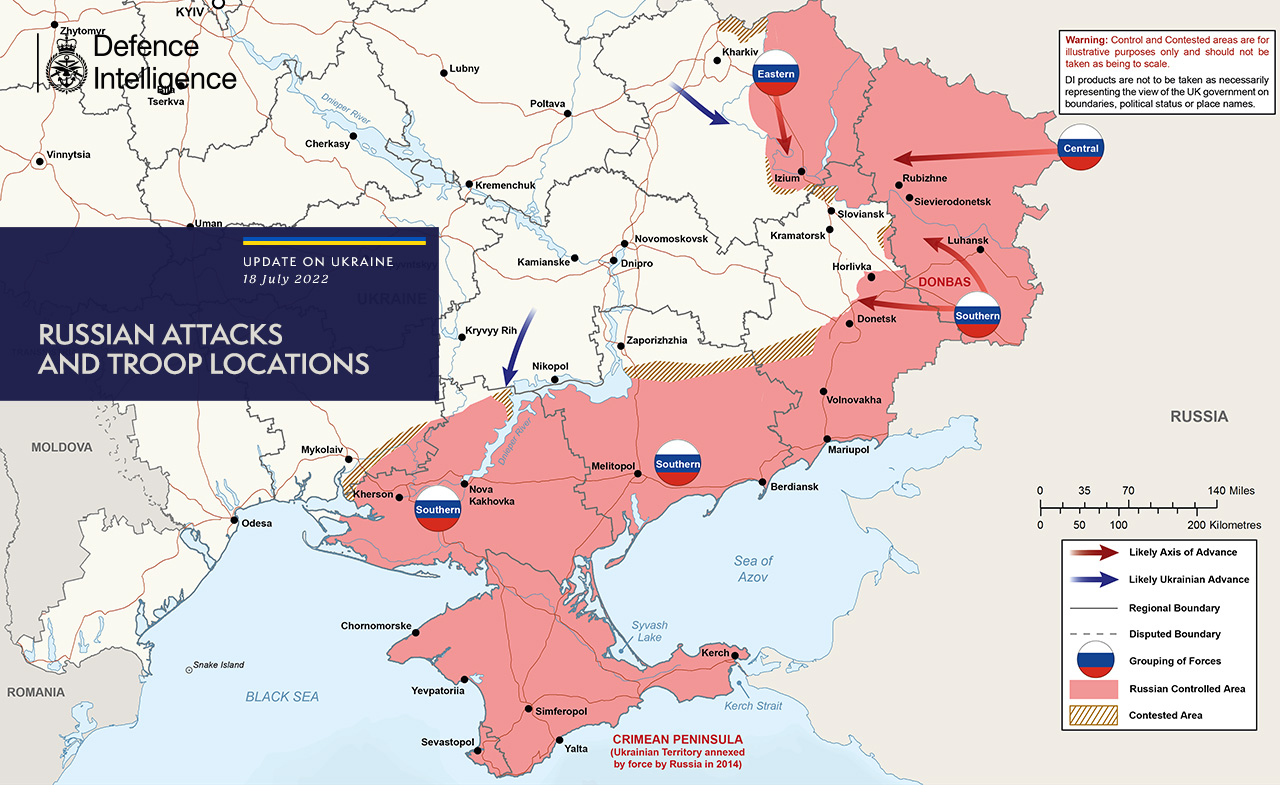
Situation du 18 juillet au 1er août 2022

### 19 juillet
Alexandre Bogomaz, gouverneur de l'oblast russe de Briansk, affirme que le village de Novye Iourkovitchi a été bombardé depuis le territoire ukrainien ; aucune victime n'est cependant signalée.
TASS signale que le pont routier d'Antonivka a été endommagé par des tirs de roquettes ukrainiens.

### 20 juillet
La Syrie rompt officiellement ses relations diplomatiques avec l'Ukraine.
Selon Interfax, des responsables russes font état d'une deuxième journée d'attaques à la roquette contre le pont routier d'Antonivka. Quelques roquettes sont interceptées, mais 11 d'entre-elles atteignent leur but, l'endommageant gravement, bien que celui-ci demeure toujours ouvert à la circulation.
Le ministre russe des Affaires étrangères, Sergueï Lavrov, déclare que la Russie étendra ses opérations militaires en Ukraine au-delà des oblasts de Louhansk et de Donetsk.

### 21 juillet
La Russie a probablement utilisé jusqu'à 55 à 60 % de sa réserve d'« armes de haute précision ».
Les forces russes poursuivent des attaques terrestres limitées à l'est de Siversk, au sud de Bakhmout, au nord de Kharkiv et dans l'oblast de Kherson.
L'oblast russe de Mourmansk annonce avoir formé un bataillon de volontaires.

### 22 juillet
Selon des sources ukrainiennes, l'Ukraine a remporté une escarmouche près de Kherson au cours duquel environ mille à deux mille soldats russes ont été encerclés,.

### 23 juillet
Le port d'Odessa est attaqué par des missiles de croisière. Le lendemain, le gouvernement russe affirme y avoir détruit un entrepôt de missiles Harpoon américains et un navire de la marine ukrainienne.
 Une frappe de missile Kalibr sur la base aérienne de Kanatove, oblast de Kirovohrad.

### 24 juillet
Les responsables ukrainiens annoncent qu'une contre-offensive conséquente est menée par leurs forces dans l'oblast de Kherson alors que les forces russes tentent des assauts terrestres limités.
Les forces russes tentent des assauts terrestres au nord-ouest de Sloviansk, à l'est de Siversk et au sud de Bakhmout.
Les frappes ukrainiennes ont endommagé les trois ponts contrôlés par la Russie menant à la ville de Kherson au cours de la semaine dernière.

### 25 juillet
Les forces russes ont réalisé des gains marginaux au sud de Bakhmout. Elles tentent de fortifier et de renforcer leurs positions dans les oblasts de Zaporijjia et de Kherson face aux contre-offensives ukrainiennes en cours ou prévues.
Les forces ukrainiennes continuent de harceler les bastions russes le long de l'axe sud.

### 26 juillet
Les forces russes auraient capturé la centrale thermique de Vuhlehirska à l'approche de Bakhmout,.
Un incendie dans un dépôt pétrolier de la ville de Donetsk est imputé à l'artillerie ukrainienne, selon le maire de la ville nommé par la RPD, Alexeï Kulemzine,.
L'Ukraine prétend avoir de nouveau frappé le pont routier d'Antonivka avec des roquettes HIMARS.

### 27 juillet
Le pont d'Antonivka est fermé aux civils après une troisième attaque ukrainienne en dix jours ; un pont ferroviaire à proximité a également été endommagé.
Selon le conseiller ukrainien Oleksiy Arestovytch, un « redéploiement massif » des forces russes est en cours dans la région de Kherson.

### 28 juillet
Les soldats et officiers ukrainiens combattant dans l'offensive du Donbass ont fourni des preuves anecdotiques d'une réduction significative des tirs d'artillerie russe, tout en demandant davantage d'armes occidentales.

### 29 juillet
Une prison russe près d'Olenivka, dans l'oblast de Donetsk, en Ukraine, a été touchée par une frappe, tuant 53 prisonniers de guerre ukrainiens et en blessant 75 autres. La plupart des prisonniers avaient été capturés dans le complexe d'Azovstal, le dernier bastion ukrainien pendant la bataille de Marioupol.
Les autorités ukrainiennes et russes se rejettent mutuellement la responsabilité de l'attaque,. Selon l'état-major général des forces armées ukrainiennes, les Russes l'ont bombardée afin de dissimuler des preuves de torture et de meurtre de prisonniers de guerre ukrainiens. Ce témoignage est appuyé par des communications interceptées indiquant une culpabilité russe. La Russie affirme quant à elle que la prison a été touchée par des missiles HIMARS de provenance américaine, présentant des fragments comme pièces à conviction.
Les forces russes ont construit un pont flottant sous la superstructure du pont d'Antonivka afin de protéger le trafic civil et militaire contre des attaques.

### 30 juillet
Les forces russes ont mené des assauts terrestres autour de Bakhmout et des environs de la ville de Donetsk ainsi qu'au sud-ouest d'Izioum. Un assaut à l'est de Bakhmout permit des gains limités.
Les forces ukrainiennes ont interrompu un assaut terrestre russe dans l'oblast de Kherson avec des frappes d'artillerie préventives.
D'après Serhii Bratchuk, le porte-parole en chef de l'administration régionale d'Odessa, une roquette ukrainienne HIMARS a détruit un train russe dans l'oblast de Kherson en provenance de Crimée dans la nuit du 30 juillet. 40 véhicules ont été détruits, 80 soldats russes tués et 200 autres blessés.

### 31 juillet
La Russie accuse l'Ukraine d'avoir frappé le quartier général de la flotte de la mer Noire à la base navale de Sébastopol, faisant cinq blessés et annulant les célébrations du Jour de la marine.

### Août 2022
Pour les événements suivants, voir Chronologie de l'invasion de l'Ukraine par la Russie (août 2022).